# Veresmarti Gáspár
Veresmarti Gáspár (Vörösmart, 1608 – Kolozsvár, 1668. március 1.) református lelkész, az Erdélyi református egyházkerület püspöke 1660-tól haláláig.

## Élete
Veresmarti Gáspár 1608-ban született a most Horvátországhoz tartozó Vörösmarton. Egyetemi tanulmányait 1632-ben a hollandiai franekeri egyetemen végezte. 1632-től a marosvásárhelyi református partikula igazgatója volt, majd 1634-től székelyudvarhelyi pap, 1635-től pedig az udvarhelyi egyházmegye esperese. 1639-től marosvásárhelyi pap, 1642-től a marosi egyházmegye esperese, 1648-tól fogarasi, 1650-től pedig kolozsvári pap volt. 1661-től egészen 1668-ban bekövetkezett haláláig Erdély egyik legválságosabb időszakában Kolozsvárott volt püspök és 1661-től a fejedelem udvari papja is. Neki köszönhető, hogy I. Apafi Mihály 1662-ben az elpusztult gyulafehérvári Bethlen Gábor Kollégiumot Nagyenyeden helyezte el.